# Wheeling and Lake Erie Railway
Wheeling and Lake Erie Railway ist sowohl der Name einer ehemaligen Bahngesellschaft (AAR Reporting mark: WLE) als auch der eines gegenwärtigen Eisenbahnunternehmens (AAR Reporting mark: WE).

## Die erste Wheeling and Lake Erie (1877–1949)
Die Geschichte der ersten Wheeling and Lake Erie Railway begann mit der Gründung ihrer ersten Vorgängergesellschaft, der Carroll County Rail Road, am 9. März 1850.
Die Wheeling and Lake Erie Railroad wurde am 6. April 1871 gegründet und als Schmalspurbahn mit 3 Fuß Spurweite zwischen Norwalk (Ohio) und Huron (Ohio) errichtet. Der Betrieb wurde am 31. Mai 1877 aufgenommen. Die Strecke war allerdings wenig erfolgreich und wurde bereits nach 2 Jahren wieder geschlossen.
Mit Investitionen des Eisenbahn-Financiers Jay Gould im Jahre 1880 und finanzieller Reorganisation der Gesellschaft wurde die Strecke auf Normalspur umgebaut. Der Betrieb auf dieser neuen Normalspurstrecke zwischen Huron und Massillon  wurde am 9. Januar 1882 aufgenommen. Weitere neue Strecken wurden erbaut die bis zum Ohio River und bis nach Toledo (Ohio) führten. Außerdem errichtete die WLE neue Docks am Lake Erie bei Huron, die am 21. Mai 1884 mit dem Empfang der ersten Ladung Eisenerz eröffnet wurden.
Im Jahr 1880 begann der Bau einer weiteren Schmalspurstrecke, der Connotton Valley Railway, die Canton (Ohio) mit Coshocton und Zanesville (Ohio) verband. Die Connotton Valley Railway wurde zur Cleveland, Canton and Southern Railroad. Am 18. November 1888 wurde sie innerhalb eines Tages zur Normalspurstrecke umgebaut.
1899 kaufte die WLE die Cleveland, Canton & Southern Railroad im Zuge einer Zwangsversteigerung und gliederte sie als Cleveland Division ein.
Am Höhepunkt ihres Bestehens hatte die WLE Strecken von der Region um Pittsburgh aus bis zum Lake Erie und Huron. Die Hauptstrecken der WLE lagen allerdings gänzlich in Ohio. Es gab außerdem Strecken zwischen Cleveland (Ohio) und Zanesville. Diese Linie kreuzte die Hauptstrecke in Harmon (Ohio), wo auch die Hauptverwaltung sowie die Werkstätten der WLE errichtet wurden. Wegen dieser zwei Hauptstrecken, die sich mitten in Ohio kreuzten, bekam die WLE bald den Spitznamen The Iron Cross (dt.: Das Eiserne Kreuz). Ironischerweise erreichte die WLE niemals Wheeling (West Virginia), den Ort, der der Bahngesellschaft ihren Namen gab. Allerdings wurden im Jahre 1891 Zweigstrecken zwischen Steubenville und Martins Ferry eröffnet, was indirekt über die Tochtergesellschaft Wheeling Bridge and Terminal Company zu einer Verbindung nach Wheeling führte.
1910 begann die WLE in Brewster (Ohio) Lokomotiven zu bauen. Sie baute dort Dampfkessel und über 50 eigene Lokomotiven.
1949 wurde die WLE von der New York, Chicago and St. Louis Railroad gepachtet. Diese fusionierte im Jahr 1964 mit der Norfolk and Western Railway, die später wiederum mit der Southern Railway fusionierte, woraus die Norfolk Southern Railway entstand.

## Wiedergeburt als Regionalbahn (1990)
Am 1. Juni 1990 verkaufte die Norfolk Southern Railway Teile ihrer Strecken in Pennsylvania und Ohio, darunter auch der Großteil der Strecken der ehemaligen WLE, an eine neue regionale Eisenbahngesellschaft, die den alten Namen wieder aufgriff, sich Wheeling and Lake Erie Railway nannte und die Strecken heute betreibt.
Die einzigen Teile der alten WLE, die heute nicht der WE gehören, sind die Norfolk Southern-Strecke nach Bellevue (Ohio) (allerdings hat die WE Streckennutzungsrechte für diese Strecke bis nach Toledo, die nach dem Niedergang von Conrail 1999 erworben wurden), die ehemalige Cleveland Division, die von Norfolk Southern 1986 an die Ohio Central Railway verkauft wurde, und die Strecken zu und rund um die Docks in Huron.
Die erste Strecke der WLE zwischen Norwalk und Huron, die Huron Branch, wurde zwar von der WE erworben aber nördlich von Norwalk niemals reaktiviert, sodass die Gleise komplett abgebaut wurden. Die WE bedient allerdings noch immer die Docks in Huron über die Norfolk Southern Strecke von Bellevue aus (früher eine Strecke der Nickel Plate Road) und eine Verbindungsstrecke zu den Docks, die 1952 von der NKP erbaut wurde. Außerdem wurden einige kleinere Teile der WLE bereits von der WE stillgelegt und teilweise durch Streckennutzungsrechte auf parallel führenden Strecken anderer Bahngesellschaften ersetzt.
Außerdem hat die WE Streckennutzungsrechte für Strecken der CSX Transportation und Chicago, Fort Wayne and Eastern bis nach Lima (Ohio), auch diese sind ein Resultat der Conrail-Zerschlagung.
Die WE hat Anschlüsse zu drei der wichtigsten Class I Eisenbahnunternehmen der Vereinigten Staaten, nämlich zur Canadian National Railway, zur CSX und zur Norfolk Southern Railway. Viele der transportierten Güter sind die gleichen wie in den Anfangsjahren der WLE: Kohle aus dem Südosten Ohios, Eisenerz aus der Gegend um die Großen Seen, Stahl aus fünf verschiedenen Werken, und Rohstoffe aus vier Steinbrüchen. Außerdem werden Chemikalien und Holz transportiert.
Zweigstrecken reichen bis Benwood (West Virginia) und Connellsville (Pennsylvania), die WE betreibt zurzeit ein Schienennetz von ungefähr 1400 Kilometern.